# Тама Тонга
Алипате Алоизио Леоне (англ. Alipate Aloisio Leone, род. 15 октября 1982, Нукуалофа) — тонганский рестлер, более известный под именем Та́ма То́нга (англ. Tama Tonga). В настоящее время выступает в WWE на бренде SmackDown.
Известен выступлениями в New Japan Pro-Wrestling (NJPW), где он является четырёхкратным чемпионом NEVER в открытом весе и семикратным командным чемпионом IWGP. Он также известен как один из основателей группировки Bullet Club.
Тонга является племянником и приёмным сыном рестлера Хаку и вместе со своим двоюродным братом/приёмным братом Танга Лоа образует команду «Партизаны судьбы». Он также работал у партнёра NJPW в Мексике, Consejo Mundial de Lucha Libre (CMLL), где дважды становился командным чемпионом мира CMLL. После выигрыша титул командного чемпиона мира ROH он стал третьим рестлером, выигравшим титулы в NJPW, CMLL и ROH (после Рокки Ромеро и Мэтта Тейвена).

## Ранняя жизнь

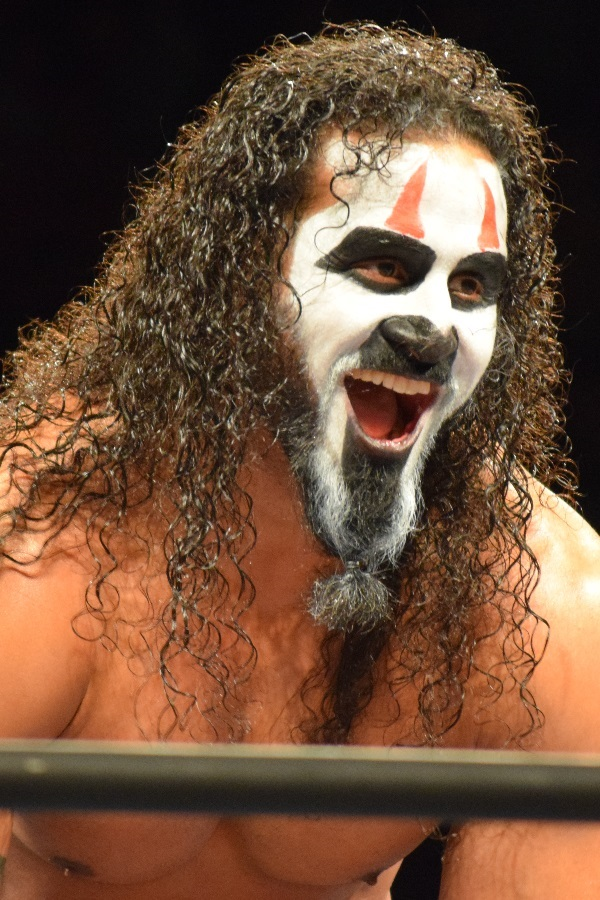
Тонга в марте 2016 года

Леоне и его младший брат Таула были усыновлены тётей по материнской линии и её мужем, рестлером Тонга Фифита — более известным как Хаку или Менг — с его родного острова Тонга во время их визита в 1991 году.
Они забрали его в Пойнсиану, Флорида, США, где он рос вместе со своим двоюродным и приёмным братом Тевитой (рестлер Танга Лоа), и старшей сестрой Викой.
После окончания средней школы он поступил на службу в ВВС США и в течение шести лет служил на авиабазе Уайтман, где был механиком самолёта B-2 Spirit. В то же время его брат Тевита играл в американский футбол в колледже. Во время телефонного разговора в 2004 году они решили, что станут рестлерами, когда через три года закончат свои обязательства.

## Личная жизнь
Леоне — двоюродный брат члена Bullet Club Бэд Лак Фале, они оба провели своё раннее детство в Муʻа, Тонга, но не встречались. Они одновременно занимались в додзё NJPW и поняли, что родственники, когда один из родных прокомментировал фотографию, которую Фале разместил в социальных сетях.
Помимо приёмного брата Тевиты, его младший биологический брат Таула также выстуапет в NJPW под именем Хикулео.

## Титулы и достижения
- Consejo Mundial de Lucha Libre
  - Командный чемпион мира CMLL (2 раза) — с Эль Террибле (1) и Реем Буканеро (1)[4]
- Jersey Championship Wrestling
  - Чемпион JCW (1 раз)[5]
- New Japan Pro-Wrestling
  - Командный чемпион IWGP (7 раз) — с Танга Лоа[6][7][8]
  - Чемпион NEVER в открытом весе (4 раза)[9]
  - Командный чемпион шести человек NEVER в открытом весе (4 раза) — с Бэд Лак Фале и Юдзиро Такахаси (1), Бэд Лак Фале и Танга Лоа (2), Тайдзи Исимори и Танга Лоа (1)[10]
  - World Tag League (2020) — с Танга Лоа
- Peachstate Wrestling Alliance
  - Чемпион наследия PWA (1 раз)[11]
- Pro Wrestling Illustrated
  - № 94 в топ 500 рестлеров в рейтинге PWI 500 в 2019[12]
- Ring of Honor
  - Командный чемпион мира ROH (1 раз) — с Танга Лоа
  - Награда по итогам года ROH (1 раз)
    - Вражда года (2019) с Танга Лоа пр. Братьев Бриско
- World Wrestling Council
  - Командный чемпион мира WWC (1 раз) — с Айдолом Стивенсом
- World Xtreme Wrestling
  - Телевизионный чемпион WXW (1 раз)[13]
- WrestleCircus
  - Командный чемпион Big Top WC (1 раз) — с Танга Лоа[14][15][16]
- WWE
  - Командный чемпион WWE (1 раз)